# 光叶紫花苣苔
光叶紫花苣苔（学名：Loxostigma glabrifolium），为苦苣苔科紫花苣苔属下的一个植物种。